# Cattedrale di Beauvais
La cattedrale di San Pietro (in francese cathédrale Saint-Pierre) è la chiesa principale della città e della diocesi di Beauvais, in Francia.
Gioiello del gotico francese, venne costruita con l'intento di erigere la più alta chiesa cristiana in assoluto. Effettivamente, pur rimasta incompiuta, è celebre per essere la chiesa più alta del mondo, con le volte che toccano i 48,5 metri d'altezza e ne fanno uno dei più importanti esempi di architettura gotica.
La chiesa si compone del coro a deambulatorio, del transetto e della sola prima campata delle navate del piedicroce, costruiti secondo i canoni del gotico francese sui resti di un tempio carolingio del X secolo.
L'edificio è monumento storico di Francia dal 1862.

## Storia e descrizione

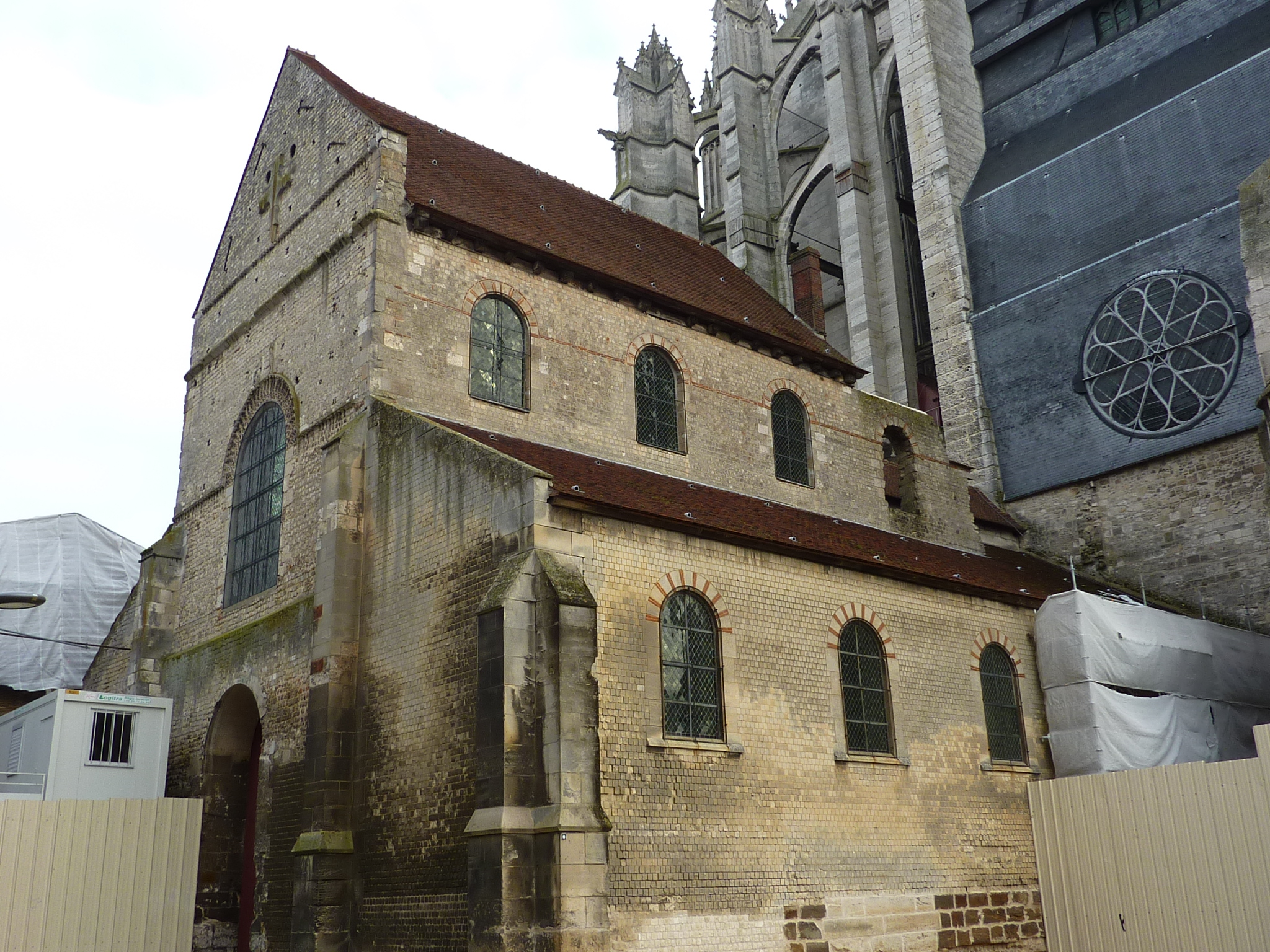
La Basse-Œuvre

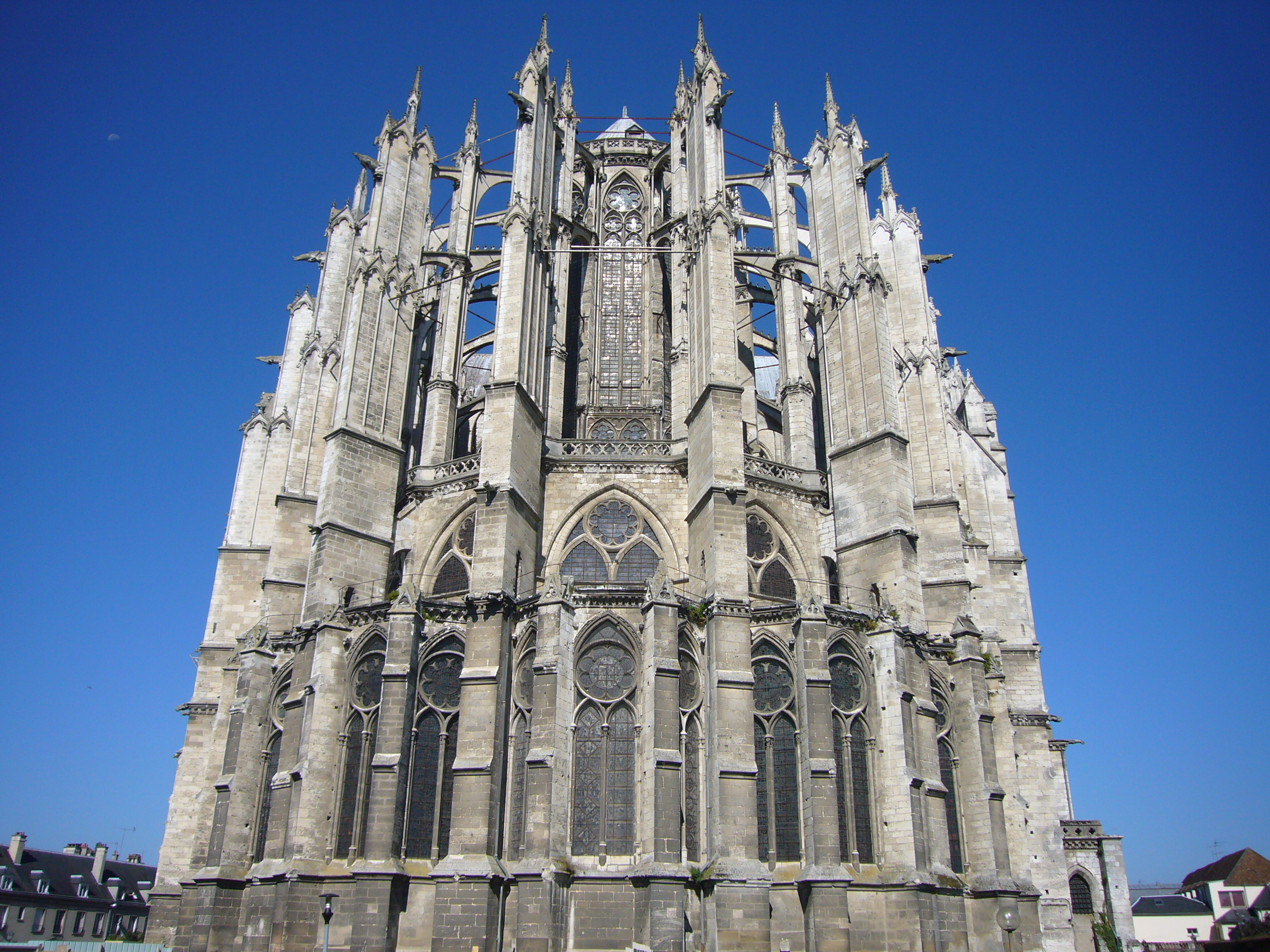
Il vertiginoso coro

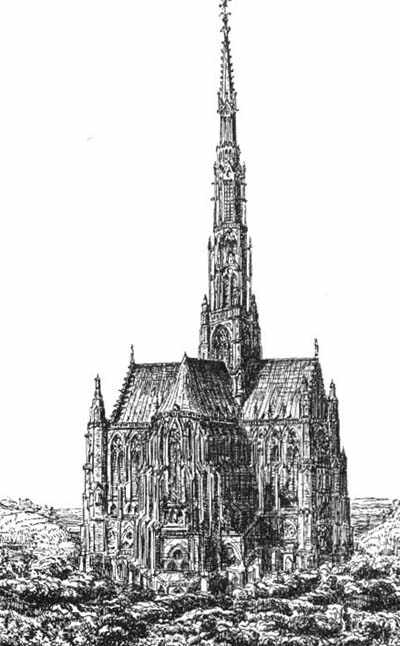
La cattedrale con la guglia di ben 153 m, da una stampa del XVI secolo

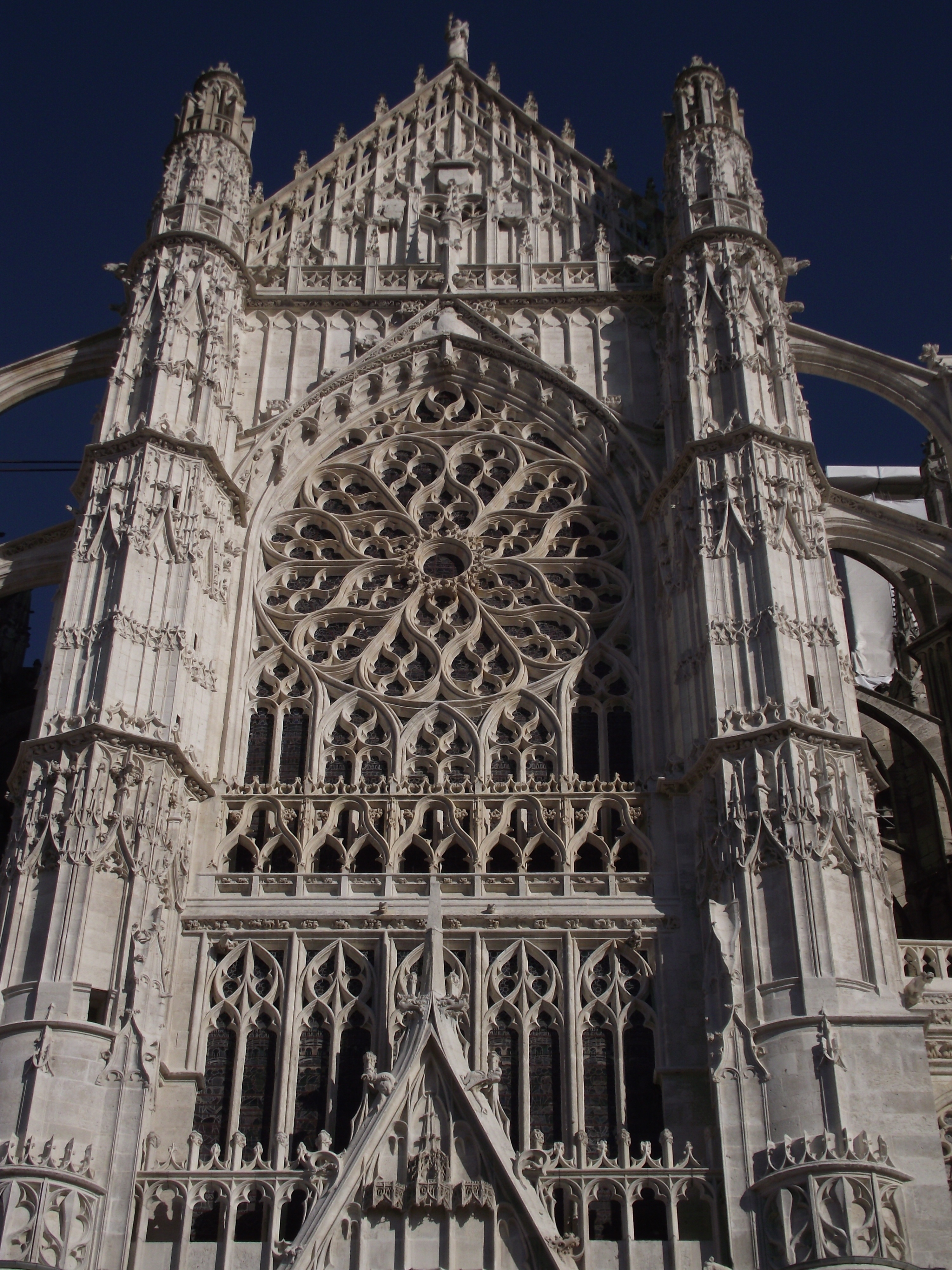
Particolare della facciata sud

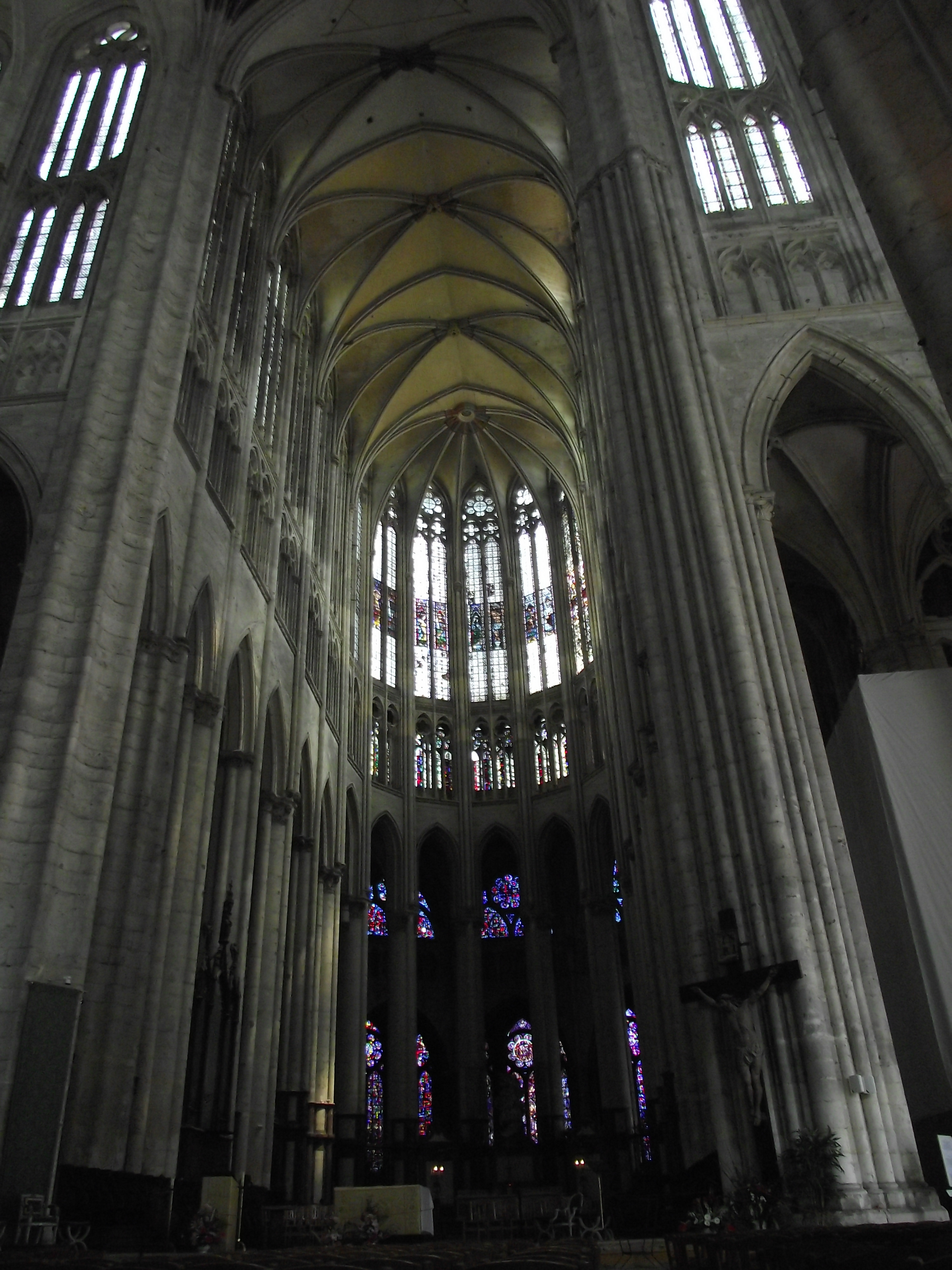
Veduta dell'interno

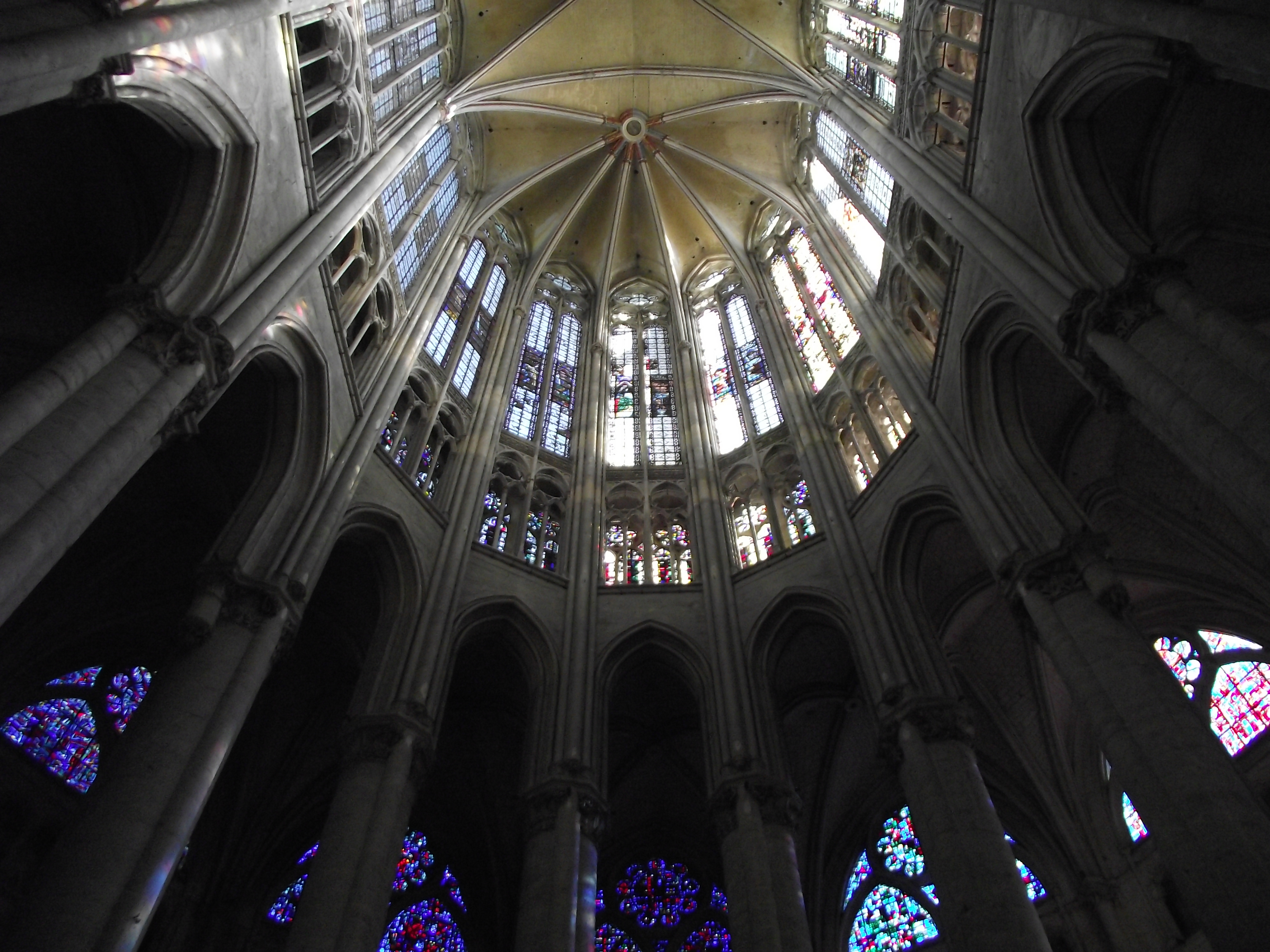
Veduta del coro

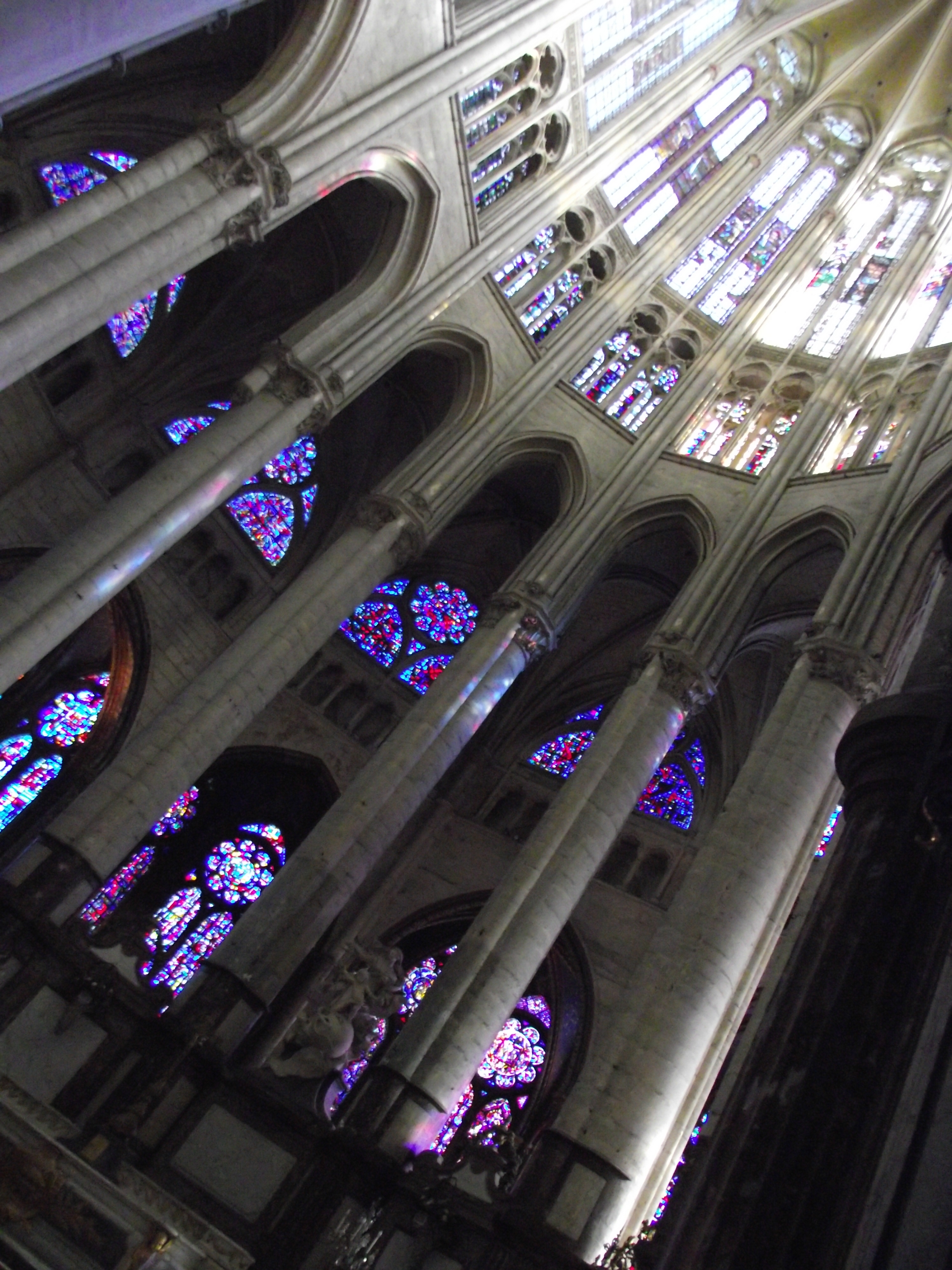
Effetti delle vetrate nell'arditissimo coro

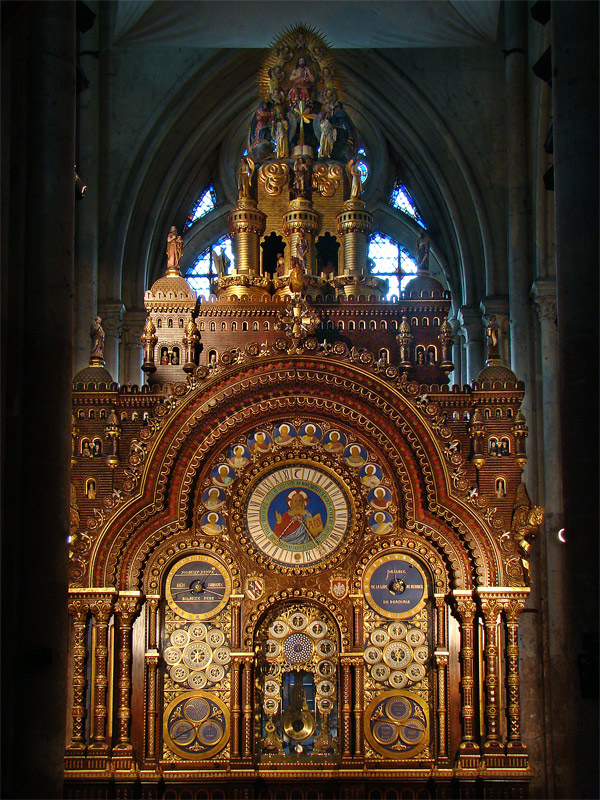
L'orologio astronomico del 1865-1868

Della prima cattedrale carolingia del X secolo restano solo alcune campate del piedicroce, detta Basse-Œuvre ("bassa opera"), in contrapposizione alla Haute Œuvre ("alta opera") della cattedrale gotica.
L'incendio del coro del 1225, l'ennesimo di una lunga serie, con la conseguente distruzione, fecero optare il vescovo-conte di Beauvais, Milo de Nanteuil, per erigere una nuova arditissima cattedrale, più che restaurare l'edificio danneggiato. Nacquero progetti sempre più dettagliati ed ambiziosi. L'impresa ebbe inizio nello stesso anno 1225 per quella che doveva essere la chiesa più alta di tutta la cristianità. Nell'ambizioso intento i costruttori spinsero le loro conoscenze tecnologiche ai limiti, e cercarono di creare strutture snelle ed alte che potessero portare molta luce all'interno della cattedrale.
Come di consueto per le tecniche dell'epoca, la costruzione fu iniziata dal coro, che aveva un'abside con sette cappelle e che si distingueva per l'estrema riduzione della massa delle pareti, resa ancora più inconsueta dall'altezza. Il 3 ottobre 1272 vengono cantati i vespri per l'inaugurazione del nuovo coro. Una volta concluso, il coro fu grande motivo di orgoglio per la città fino al momento della catastrofe: nel 1284 la costruzione, troppo ardita, non resse, e la volta cedette. Per quanto riguarda le cause del crollo non si hanno notizie nelle cronache di eventi naturali, le proporzioni della struttura erano probabilmente regolari, se aveva resistito 12 anni, cedimenti del terreno sono da escludere in base ai rilievi odierni: Viollet-le-Duc che analizzava i dettagli costruttivi ed il diverso comportamento nel tempo dei materiali, ipotizzò che le esili colonne in pietra con il passare del tempo dovessero essersi caricate per le progressive deformazioni della muratura. Oggi invece si presume che le vibrazioni causate dalla pressione del vento sui finestroni abbiano causato danni all'edificio.
La ripresa dei lavori fu particolarmente elaborata, prevedendo alcune misure cautelative per garantire la dovuta stabilità. Le arcate di sostegno vennero raddoppiate e andavano quindi costruiti molti più pilastri rispetto al progetto originale. Ciò garantiva un miglior sostegno ma appesantiva l'insieme. I restauri sembrano terminare nel 1347, e stavolta il progetto del coro riuscì, ma la costruzione non progredì ulteriormente: la guerra dei cent'anni impose una lunga pausa nella costruzione della cattedrale.
Solo nel 1500, 150 anni dopo, sotto l'impulso del vescovo-conte Louis de Villiers de L'Isle-Adam si riprese la costruzione dal transetto, affidata al grande architetto Martin Chambiges. Quest'ultimo non vide il completamento dell'opera, morendo il 29 agosto 1532.
Nel 1548 il transetto è terminato: le sue facciate gotico-fiammeggiante, particolarmente quella sud, mostrano tutta la ricchezza della scultura gotica e rinascimentale, con trafori, rosoni, gigli di Francia ed emblemi di Francesco I, la salamandra e la "F" sormontata da una corona reale. Quella meridionale è dedicata a San Pietro, quella nord a San Paolo, con l'Albero di Jesse nel timpano del portale. I battenti delle porte sono magistrali opere dell'artista locale Jean Le Pot, che nel 1527 portò a compimento quelli nord con i quattro Evangelisti e i quattro Dottori della Chiesa; e nel 1535 quelli sud con le Storie dei Santi Pietro e Paolo.
Subito dopo la costruzione del transetto, si decise l'erezione di un'enorme torre lanterna proprio sulla crociera, in posizione staticamente delicata. Nel 1569 anche questa parte della cattedrale era compiuta: si trattava di una slanciatissima torre campanaria a tre piani coronata da un'enorme guglia che raggiungeva l'allora fantastica quota di 153 metri. Ma già dall'inizio si manifestavano problemi di staticità, e si cominciò così ben presto a dibattere sulla costruzione di ulteriori supporti architettonici all'opera. Solamente anni dopo, il 17 aprile 1573, furono cominciati i lavori. Pochi giorni più tardi, il 30 aprile, giorno dell'Ascensione, all'uscita dei fedeli dalle celebrazioni, la torre finiva per crollare.
La ricostruzione delle volte del transetto e la riparazione dei danni al coro, privarono la cattedrale dei fondi necessari per l'edificazione delle navate, ferme alla prima campata. Del resto, si trattava di un progetto ormai anacronistico per l'epoca, dato che durante i lunghi periodi di interruzione del progetto si era ampiamente imposta l'architettura rinascimentale. Se da una parte era chiaro che la costruzione aveva portato le tecniche di costruzione gotiche al limite, va detto che il progetto di questa cattedrale si discostava per certi versi dalle consuetudini dell'arte gotica stessa. Sia riguardo alle proporzioni tra le parti (la massa dell'enorme guglia era inusitata in confronto al pur maestoso edificio), sia per il largo uso di pilastri del coro, che finiva per arrecare danno alla trasparenza delle pareti ed alla leggerezza d'insieme che caratterizzava il progetto originale (soprattutto nella parte inferiore). Nel 1605 si decise di interrompere i lavori, e la cattedrale rimase incompiuta.
La Rivoluzione francese lasciò lo stesso il suo marchio: nell'ottobre 1793 i Sanculotti decapitarono le statue e convertirono la cattedrale a Tempio della Ragione.
Nel 1840, la cattedrale di Beauvais viene classificata monumento storico di Francia.
Ancora oggi le condizioni statiche dell'edificio sono precarie, e le impalcature onnipresenti, atte a continui lavori di manutenzione e stabilità della struttura dell'edificio. Negli anni sessanta del XX secolo vennero avviati interventi di restauro; si decise inizialmente di eliminare i tiranti metallici, inseriti dopo il crollo della torre alla fine del Cinquecento, perché considerati non necessari, sottovalutando la loro efficacia nel contrastare le azioni del vento. Contrariamente a una tenace leggenda, l'edificio è solidamente ancorato su un suolo stabile, come hanno confermato i test effettuati nel decennio 2000, ma la sua vertiginosa altezza e il fatto che non sia appoggiato a ovest dalle navate, crea una certa fragilità strutturale bisognosa di continui controlli, tanto che verso la metà degli anni novanta si è presa la decisione di chiudere provvisoriamente al pubblico la Cattedrale, quando le oscillazioni create dal vento si amplificarono andando a creare una lesione tra il coro ed il transetto. Nel 2006 una caduta di frammenti di pietra dall'edificio ha imposto lavori urgenti che videro il ripristino dei tiranti intorno al coro per conferire nuovamente stabilità ai contrafforti, soggetti alle sollecitazioni del vento e quindi passibili di danni.
Nel 2010 ha avuto inizio il restauro delle 120 tonnellate di placche di piombo del tetto, per una durata prevista di circa nove anni, operato tramite l'installazione di impalcature autoportanti, per non gravare ulteriormente sul fragile edificio.

## Interno
L'interno impressiona per la grandiosità dei volumi e l'aspirazione ascensionale provocata dall'arditissima massa architettonica. Si compone del transetto, diviso in tre navate, che per le sue imponenti dimensioni formerebbe una chiesa già da solo; il vertiginoso coro cinto da deambulatorio a cappelle radiali; e la prima campata del piedicroce. Le volte dell'interno arrivano ad un'altezza record nell'architettura ecclesiastica, e con i loro 48,5 metri fanno della cattedrale di Beauvais la chiesa più alta del mondo (e se fosse stata terminata sarebbe stata anche la chiesa gotica più grande del mondo).

### Vetrate
Tutte le polifore della cattedrale sono dotate di preziose vetrate che vanno dal XIII al XX secolo. A causa delle bombe della Seconda guerra mondiale diverse vetrate, soprattutto delle parti basse, andarono distrutte e furono rimpiazzate con opere contemporanee degli anni cinquanta e sessanta.
Fra le vetrate più antiche sono quelle duecentesche della cappella absidale. Mirabili quelle ai finestroni alti del coro, del XIV secolo e soprattutto quelle poste alle testate del transetto opere del locale Nicolas Leprince: a sud la Creazione del 1551 e a nord Sibille e profeti del 1537; quest'ultima è stata ripristinata in alcune parti con vetrate moderne raffiguranti le Vergini sagge e Vergini folli nel 1954 da Max Ingrand.

### Arazzi
La cattedrale di Beauvais ha un corredo di diverse serie di preziosi arazzi di epoche diverse che venivano esposti ciclicamente in relazione alla liturgia, ed oggi sono esposti al Musée départemental de l'Oise.
- Storie dei santi Pietro e Paolo e Scene della Passione, di Scuola fiamminga del 1461, reputati fra i migliori esempi di tutto il Medioevo.[12] In origine 11 oggi ne restano che 6 a causa di un furto avvenuto nel 1974.
- Storie dei re dei Galli, di Scuola francese del 1562, forse eseguiti a Beauvais.
- Storie di Alessandro il Grande, della Manifattura dei Gobelins, XVII secolo.
- Vita di san Pietro, della Manifattura di Beauvais, forse su cartoni di Raffaello, del XVII secolo.

### Orologio a carillon
Si trova nel deambulatorio: costruito a partire dal 1302, a forma di torre, un supporto esagonale decorato da piccole finestre e arcature gotiche scolpite a rilievo accoglie i pesi discendenti dell'orologio (XIV secolo); al di sopra una cassa lignea dipinta con angeli che sostengono il quadrante, contiene gli ingranaggi dell'orologio. Le figure originali del XV secolo vennero ridipinte nel XVIII secolo. Lo sormonta una guglia lignea che ospita la campana delle ore, realizzata all'inizio del XV secolo da Étienne Musique. Una scalinata in pietra ricavata sul muro della cattedrale permette l'accesso ai suoi meccanismi.

### Orologio astronomico
L'orologio astronomico della cattedrale di Beauvais è considerato un capolavoro del suo genere. Venne costruito tra il 1865 e il 1868 su richiesta del vescovo Joseph-Armand Gignoux dal celebre mastro orologiaio cittadino Auguste-Lucien Vérité, già costruttore dell'orologio astronomico di Besançon nel 1857-62.
Conta circa 90 000 pezzi meccanici in acciaio e bronzo, 52 quadranti smaltati e 68 automi raccolti nel grande mobile di stile romano-bizantino di padre Piérart. Misura 12 m d'altezza, 5,12 m di larghezza e 2,82 m di profondità. La sua decorazione si ispira alla Bibbia. Sulle facciate si trovano i quadranti, di cui 52 su quella principale, donanti le misure del Tempo dell'Universo e la rappresentazione dei principali fenomeni astronomici come il ciclo solare, il numero aureo, le epatte, le lettere dominicali, le indizioni romane, il tempo siderale, l'equazione del tempo e i solstizi.
Nella parte alta i 68 automi animano la scena del Giudizio Universale, e qualche secondo prima del battere dell'ora un gallo canta e batte le ali. Allo scoccar dell'ora Cristo, seduto in Gloria, fa cenno agli angeli di suonar la tromba. Presto il giudizio avrà luogo, La Virtù è guidata in cielo da un angelo, mentre un Vile è spinto all'inferno da un diavolo.
Presentato al Salone dell'industria del 1869 venne poi posto nel 1876 nella cappella del Santissimo Sacramento, nel braccio nord del transetto. Fu completamente restaurato nel 1980 da cinque dei Meilleurs Ouvriers de France (migliori orologiai di Francia).

### Opere d'arte
- Ancóna della Passione e Resurrezione di Cristo, opera in legno scolpito e dorato del XVI secolo proveniente dalla chiesa di Marissel (dintorni di Beauvais). Si compone di due registri, rappresentanti ciascuno una delle scene a cui s'intitola; e da una predella con Gesù e i dodici Apostoli a formare un'Ultima Cena.
- Tesoro della cattedrale. Costituito da un insieme di più di mille oggetti, ne è uno dei più grandi di Francia, rimasto integro e scampato anche alla Rivoluzione francese.

### Organi a canne
L'organo maggiore della cattedrale è situato a ridosso della controfacciata, sopra una cantoria a nido di rondine. Lo strumento è stato costruito dalla ditta organaria Danion-Gonzalez nel 1979 riutilizzando parte del materiale fonico dello strumento precedente, costruito nel 1532 da Des Oliviers e restaurato ed ampliato nel 1827 da Cosyn. L'attuale strumento, a trasmissione mista, meccanica per i manuali e il pedale, elettrica per i registri, ha quattro tastiere di 56 note ciascuna ed una pedaliera di 32.

#### Organo del coro
Nel deambulatorio si trova un secondo organo a canne, destinato all'accompagnamento delle liturgie. Costruito nel 1850 da Ducroquet e restaurato nel 1943 da Gutschenritter, è a trasmissione integralmente meccanica ed ha 21 registri suddivisi fra le due tastiere, la prima, il Grand-Orgue, di 54 note, la seconda, il Récit, di 42 note, e la pedaliera, di 27 note.

## Misure e dimensioni

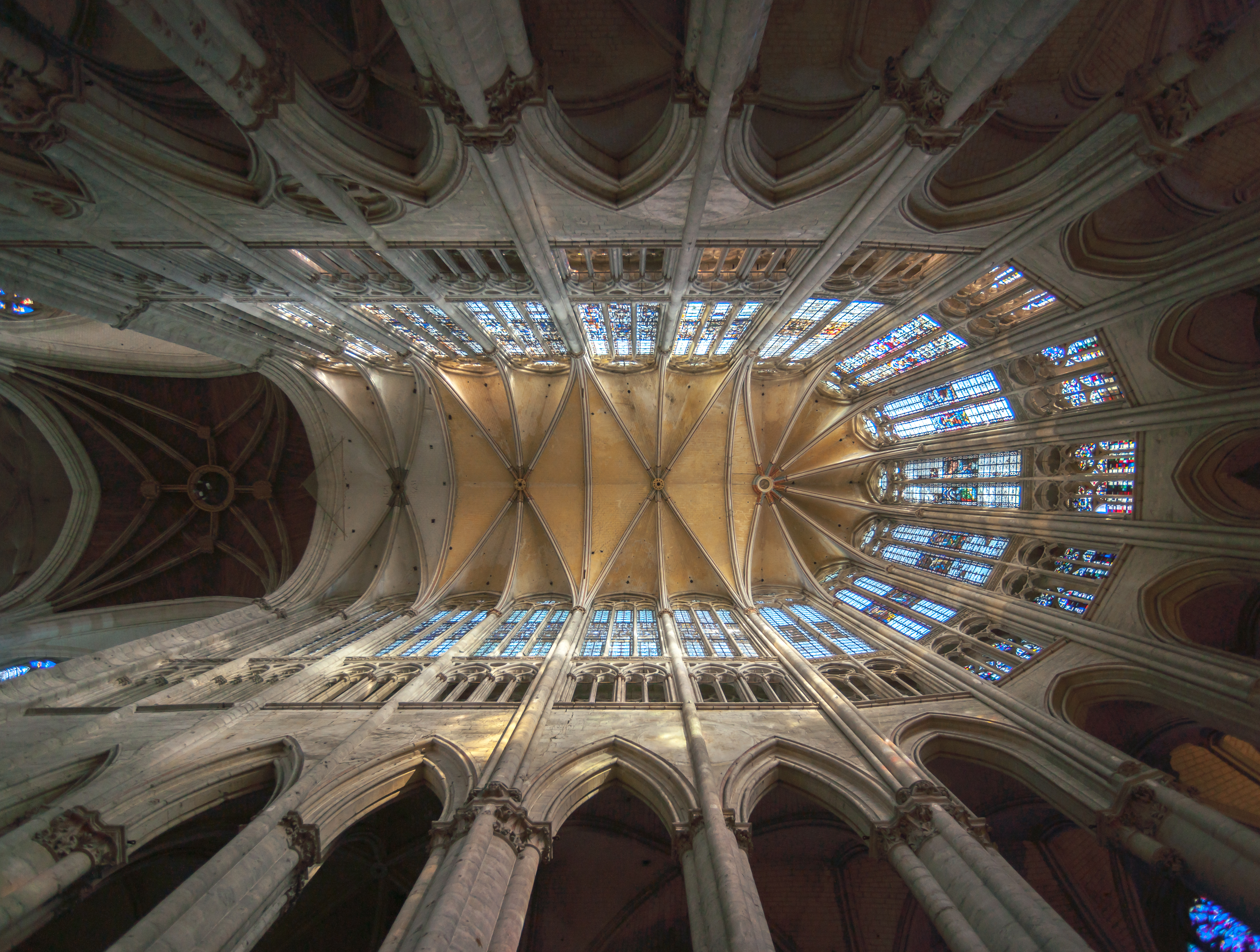
Cattedrale di Beauvais: la volta gotica del coro, capolavoro del Medioevo. Il coro si distingue non solo per la sua altezza, ma anche per la sua lunghezza (47 m)

| Lunghezza esterna: 72,5 m                                    |
| Lunghezza del transetto: 58,6 m                              |
| Profondità del coro: 47 m,                                   |
| Altezza esterna del tetto: 67,2 m                            |
| Altezza delle volte: 48,50 m, record mondiale per una chiesa |
| Larghezza della navata centrale: 16 m                        |
| Altezza della vecchia torre: 153 m                           |
| Diametro dei rosoni delle facciate nord e sud: 11 m          |
| Altezza delle grandi arcate del coro: 23 m                   |
| Altezza dei finestroni del coro: 18 m                        |

## Galleria d'immagini

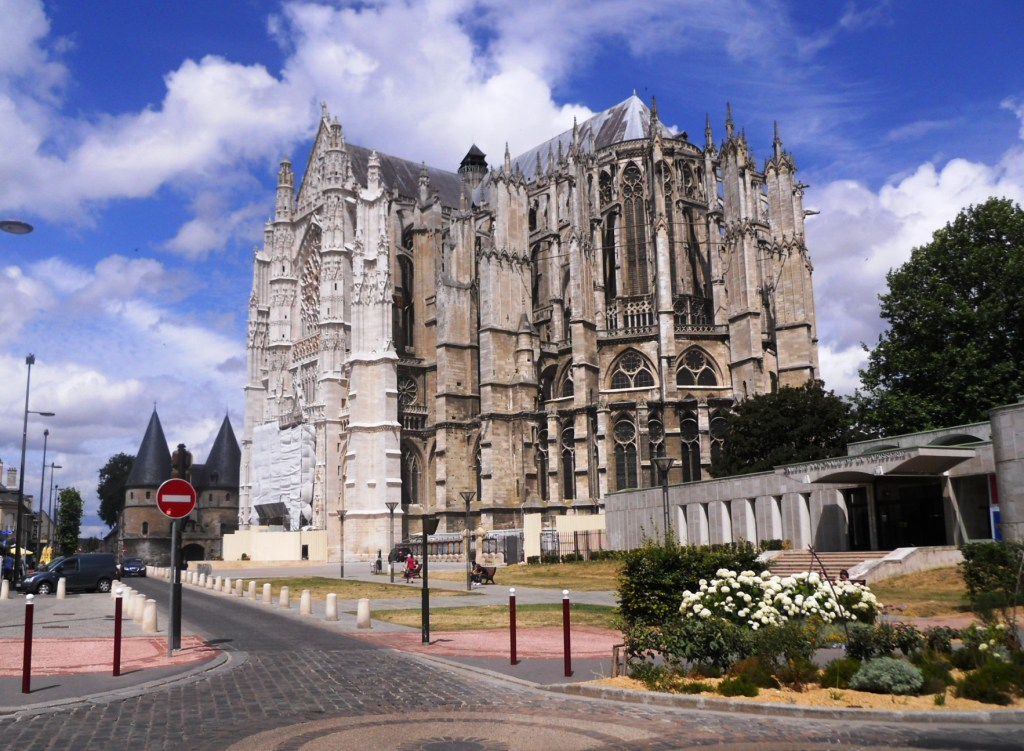
Veduta della cattedrale
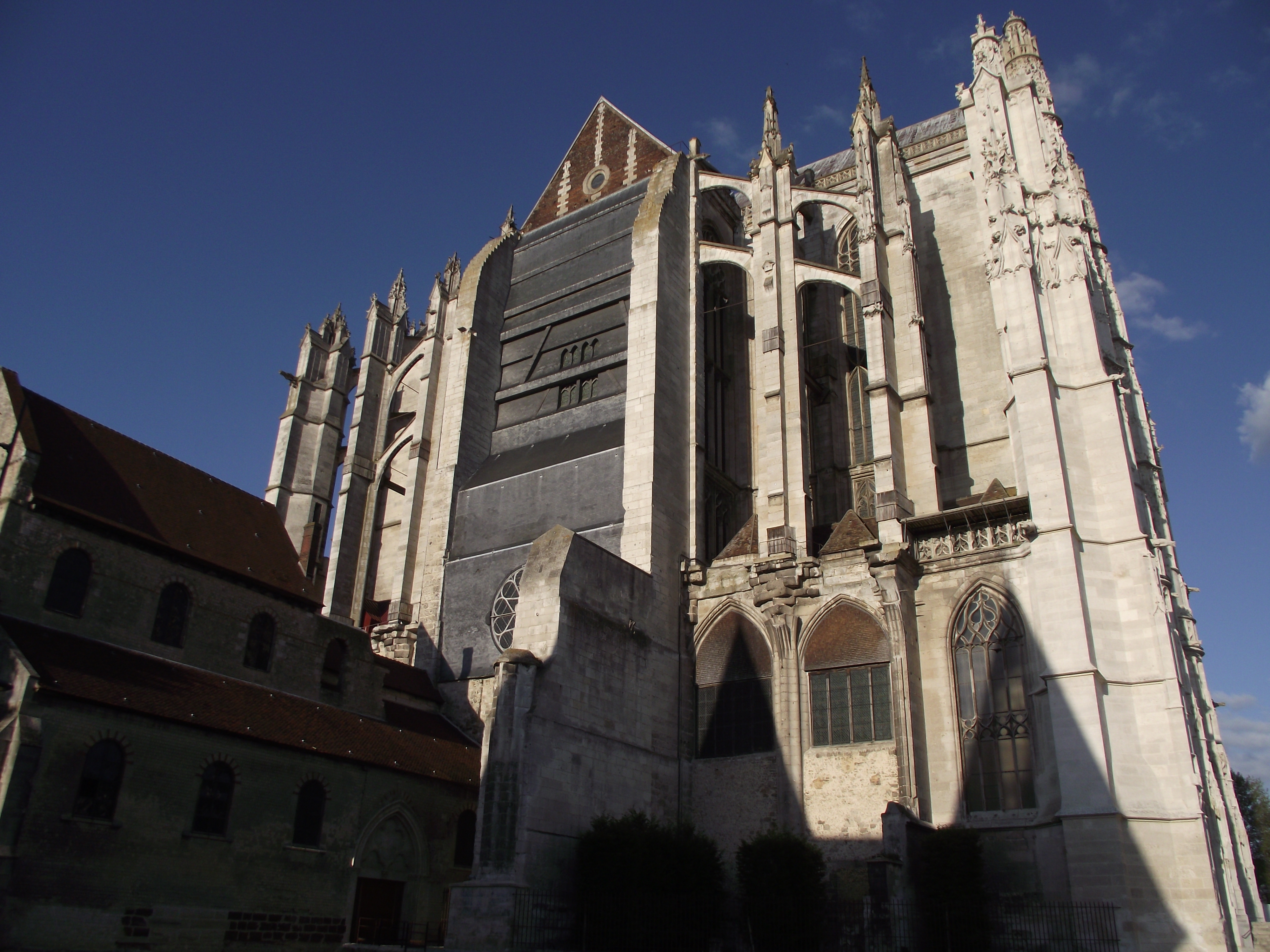
Veduta dell'incompiuta verso ovest
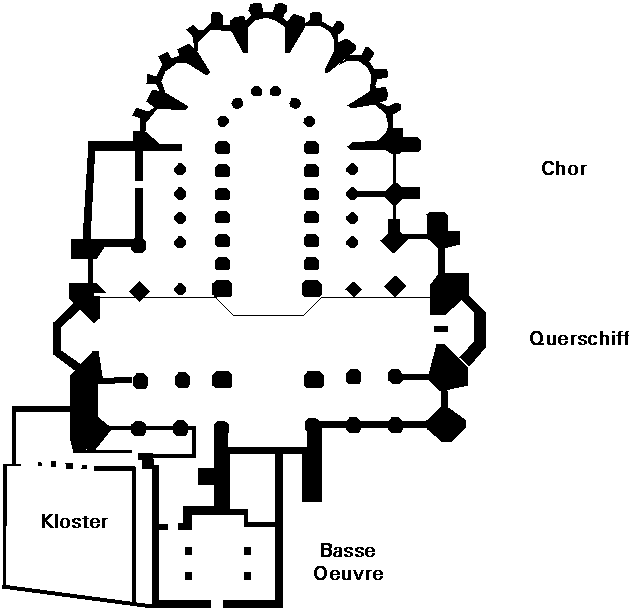
Pianta della cattedrale
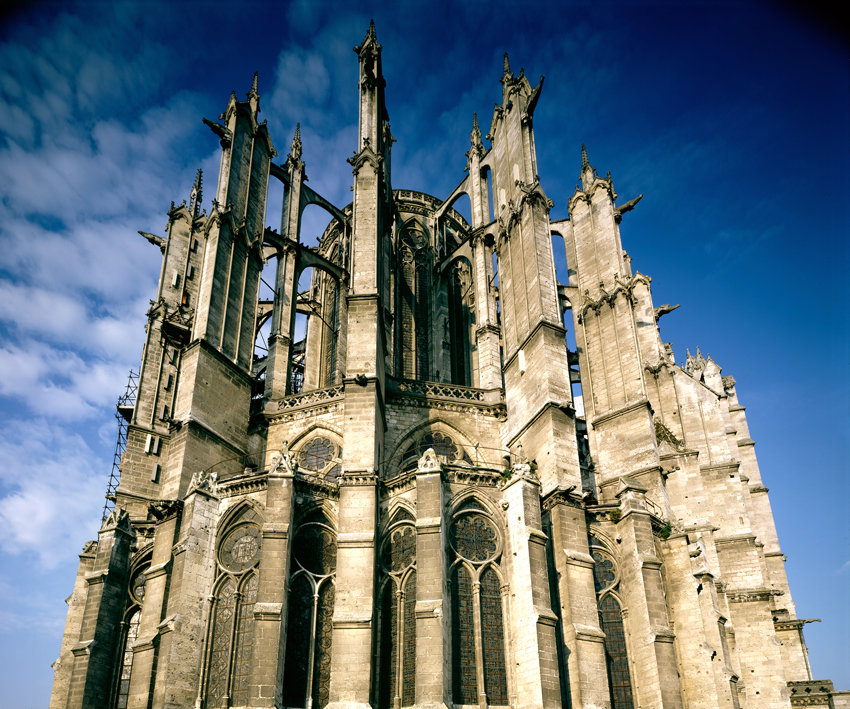
Veduta del coro
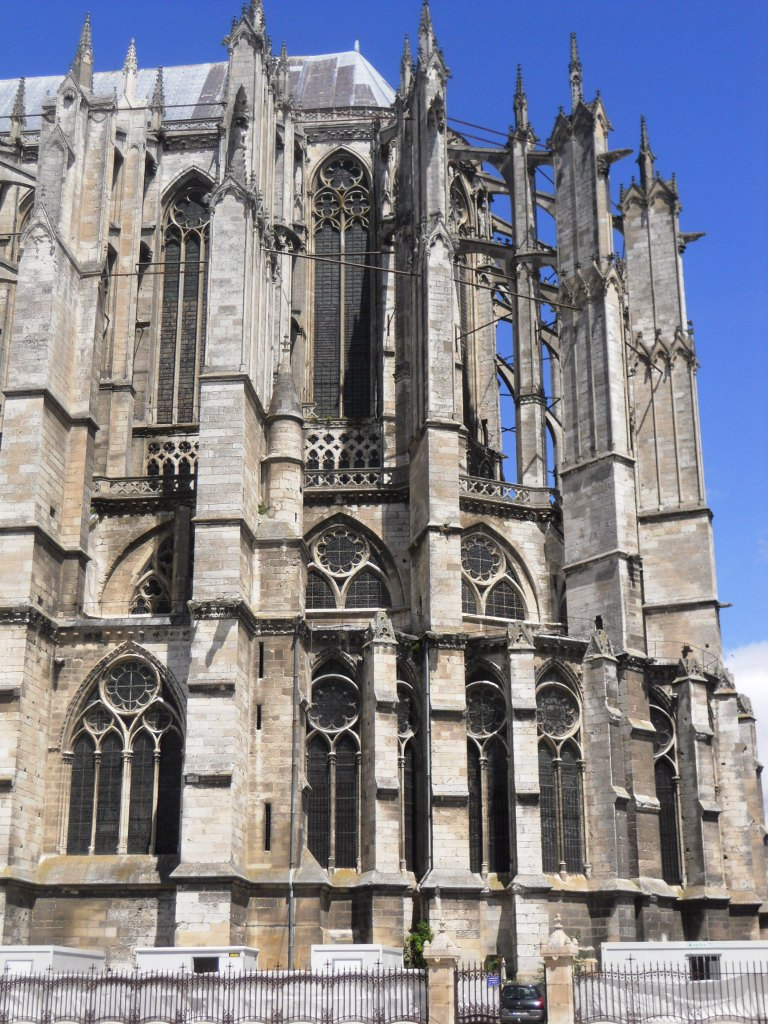
Veduta dei poderosi contrafforti del coro
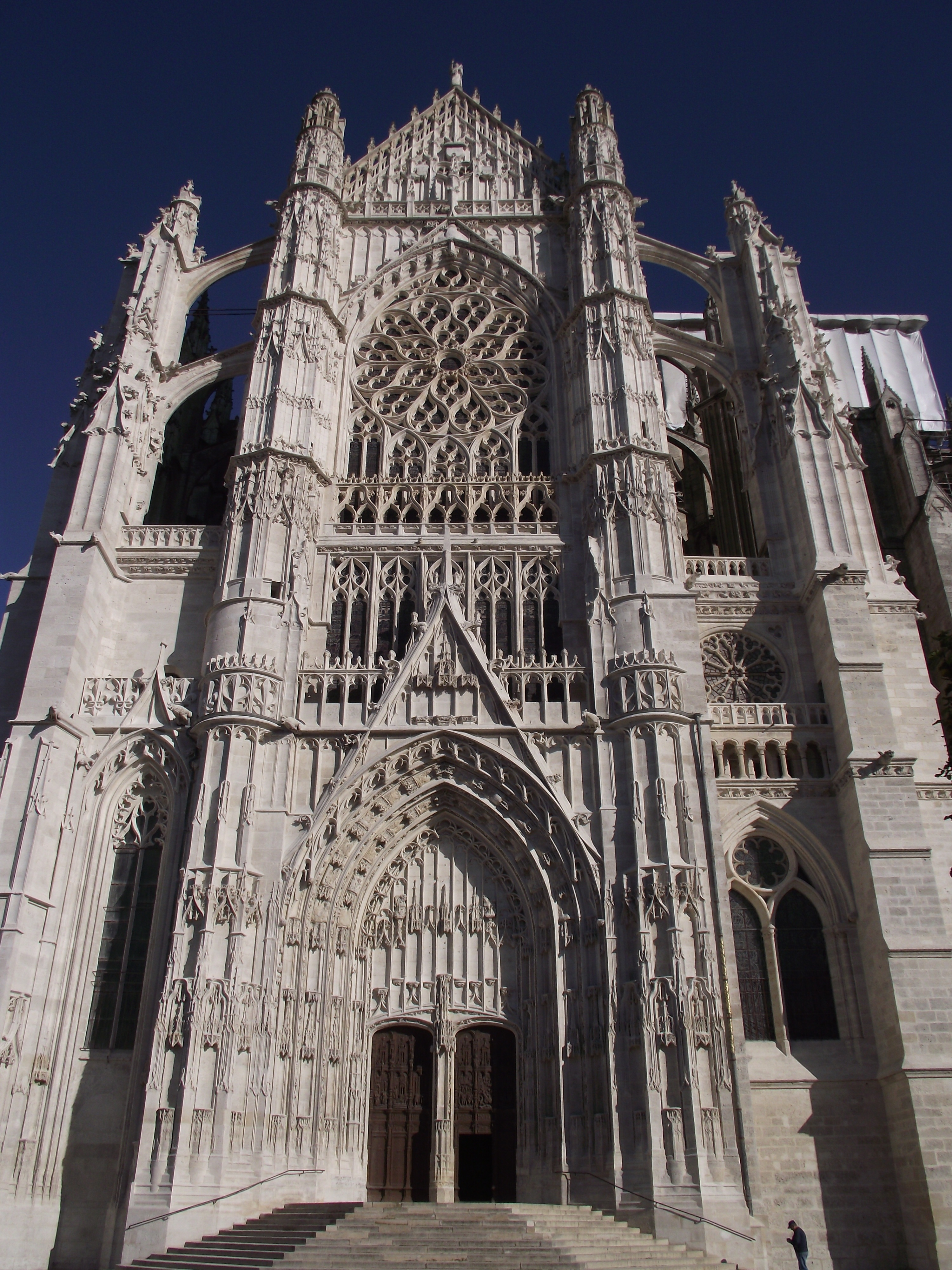
Veduta della facciata sud
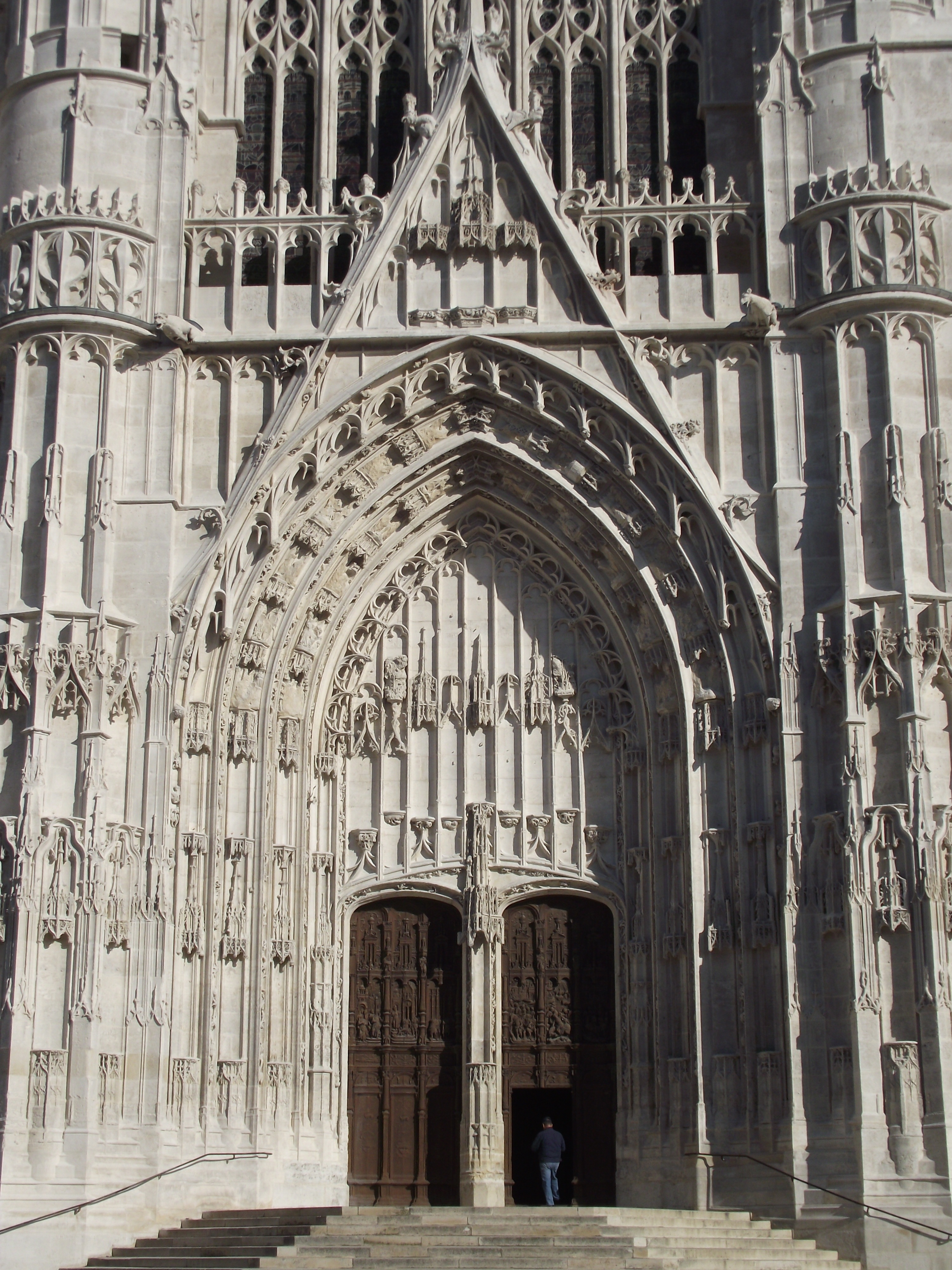
Portale meridionale
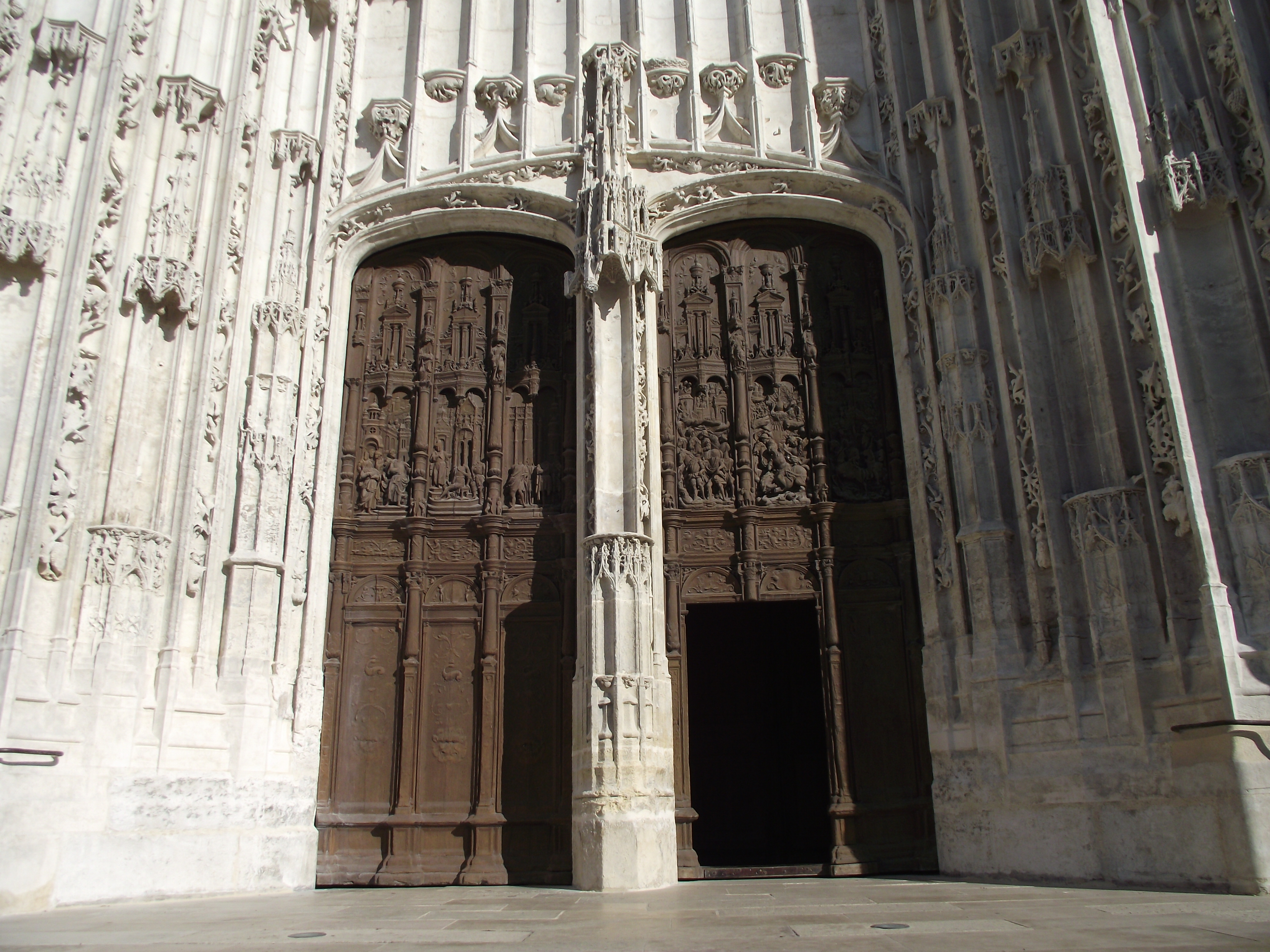
Porte del fronte sud con le Storie dei santi Pietro e Paolo di Jean Le Pot, 1535
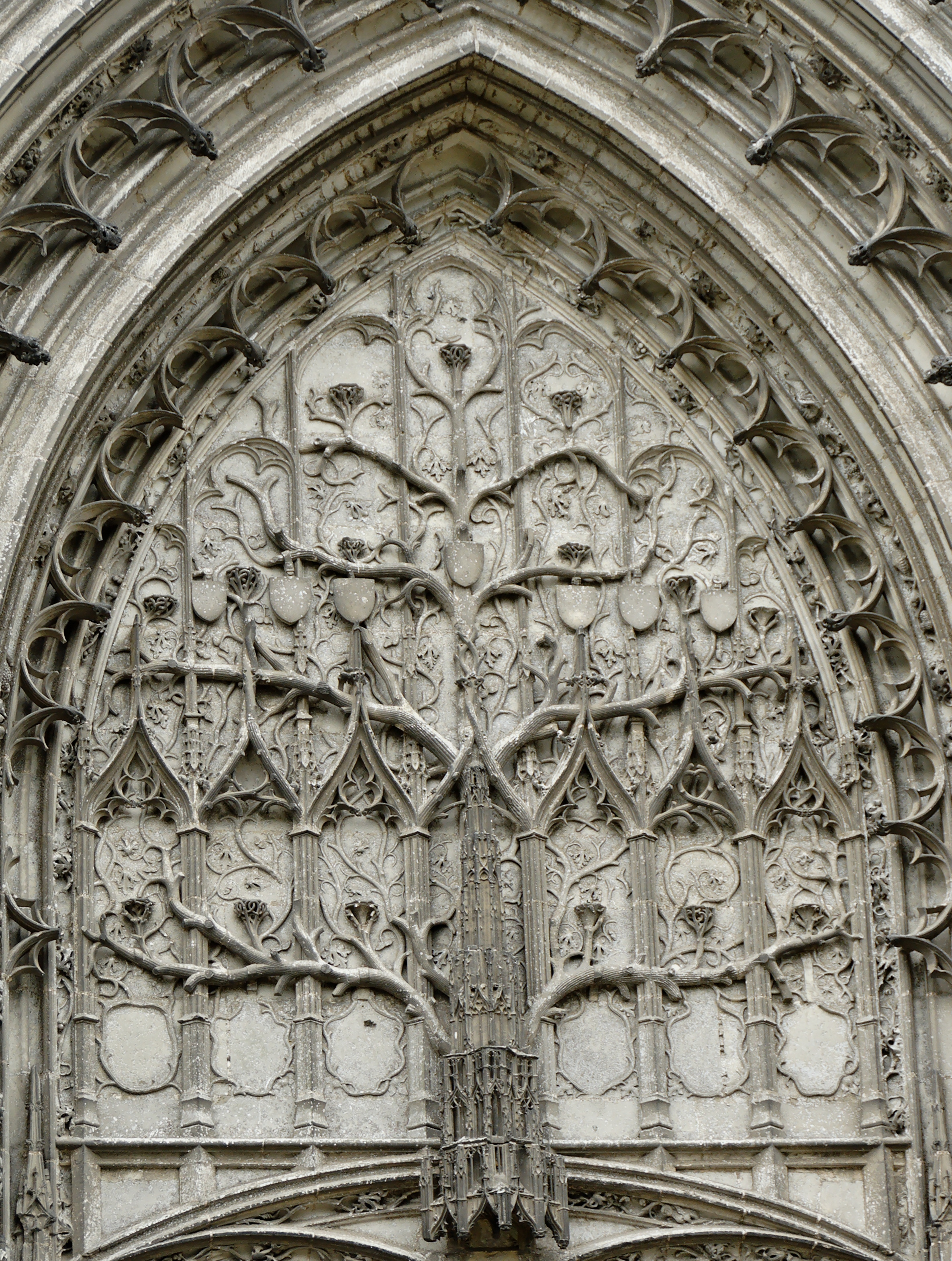
Portale nord con l'Albero di Jesse
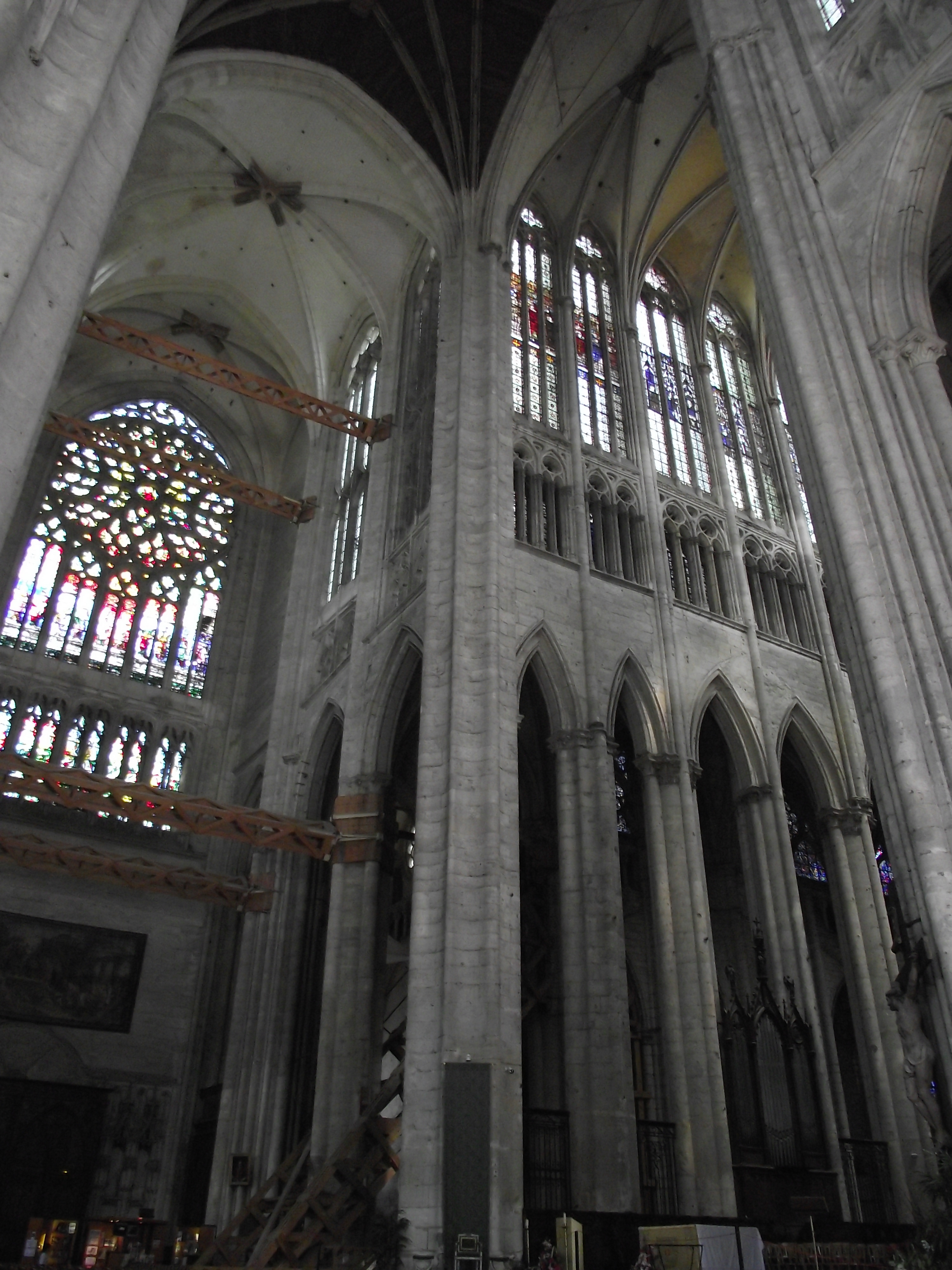
Veduta dell'interno
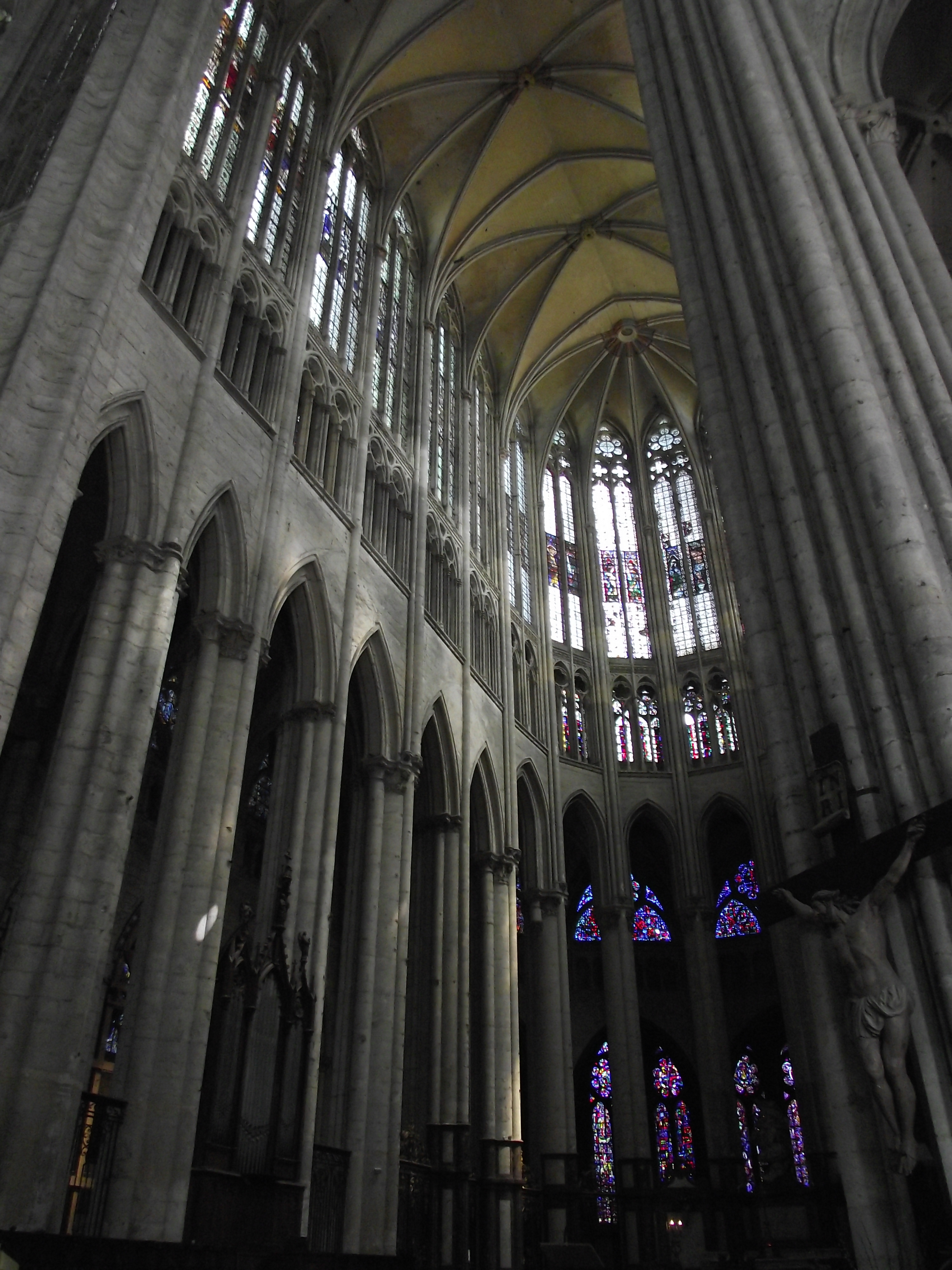
Veduta del coro
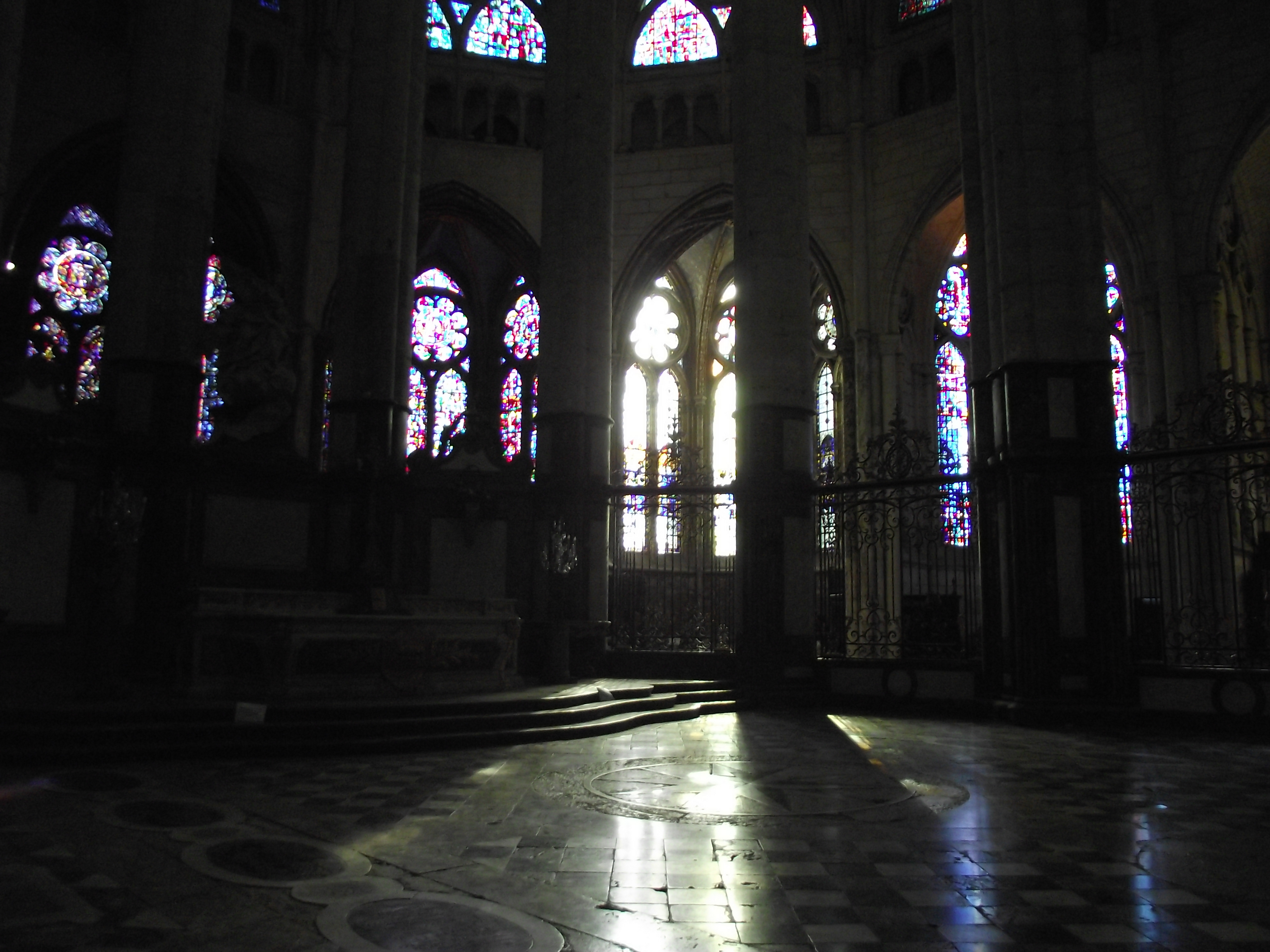
Effetti luce delle vetrate nel coro
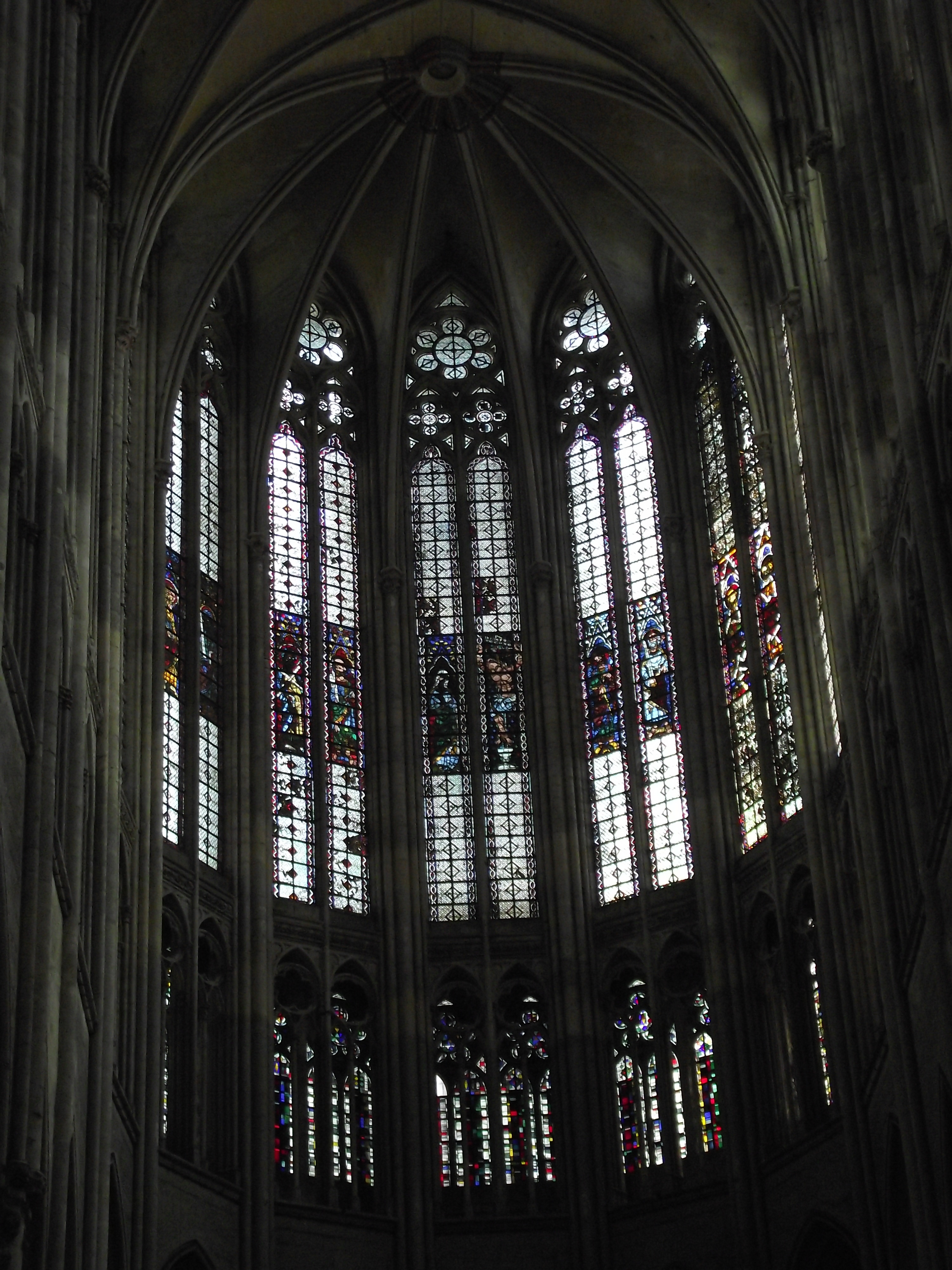
Vetrate trecentesche nei finestroni alti del coro
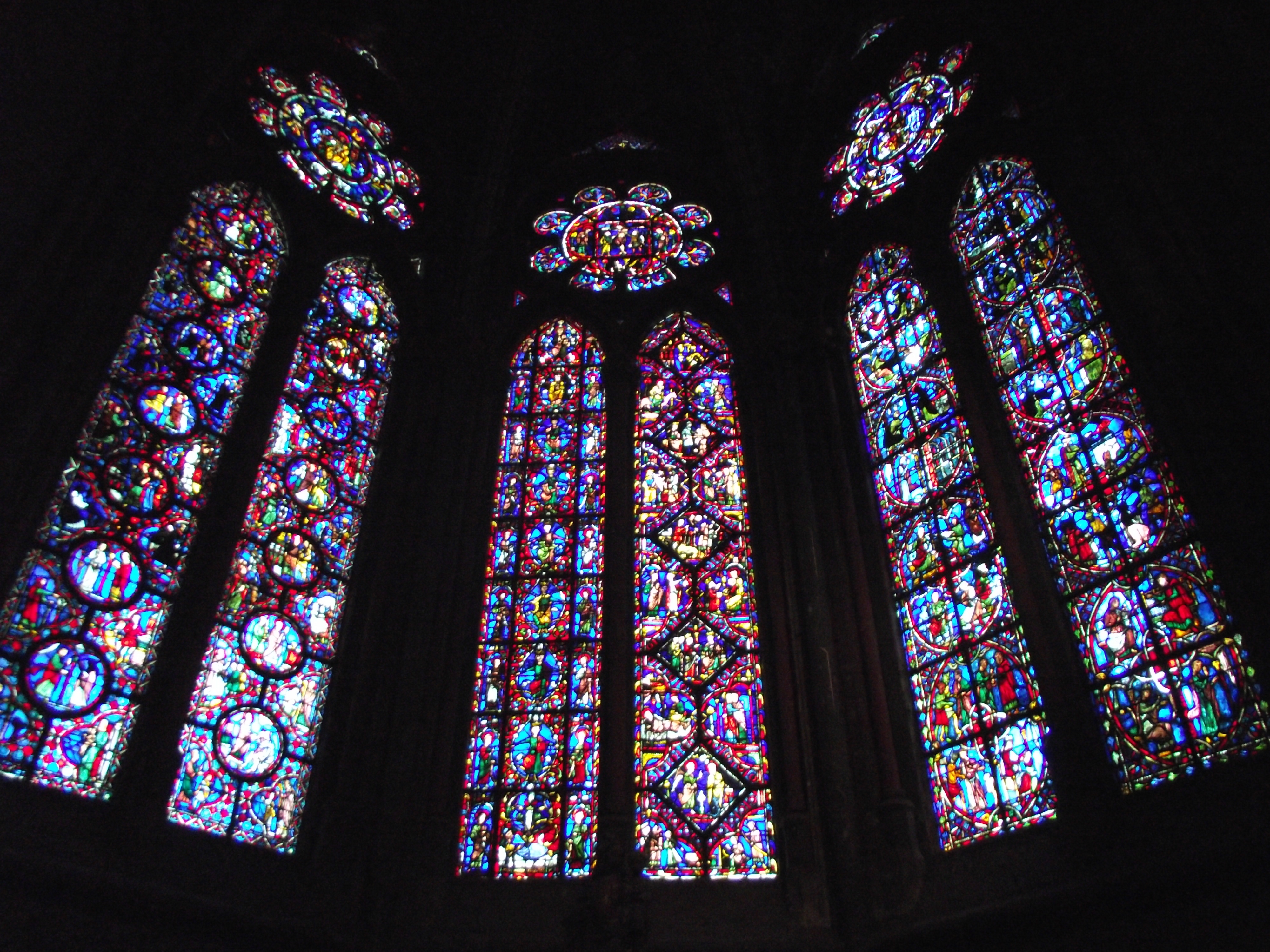
Le preziose vetrate duecentesche della cappella absidale della Vergine.
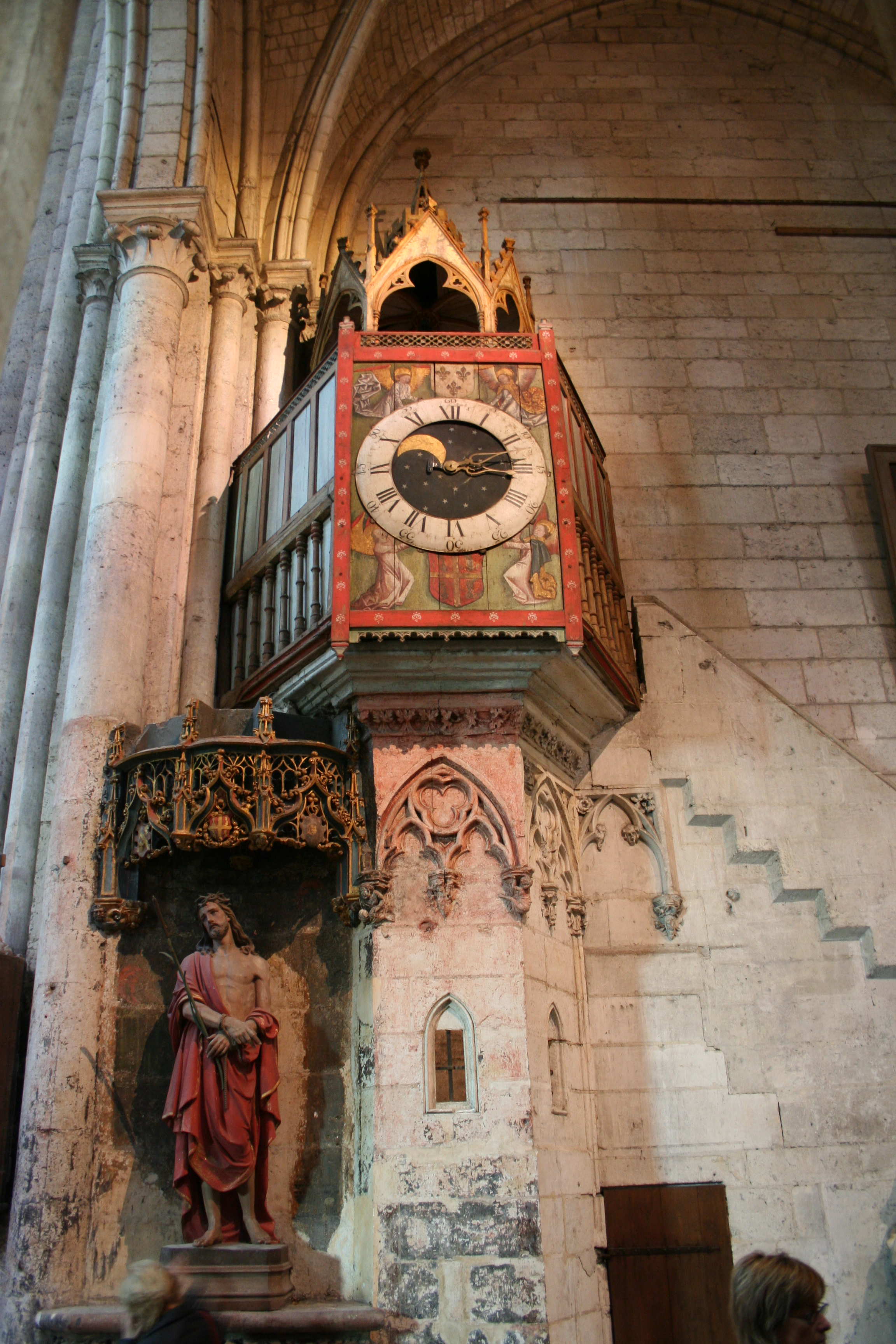
L'orologio a carillon del 1302
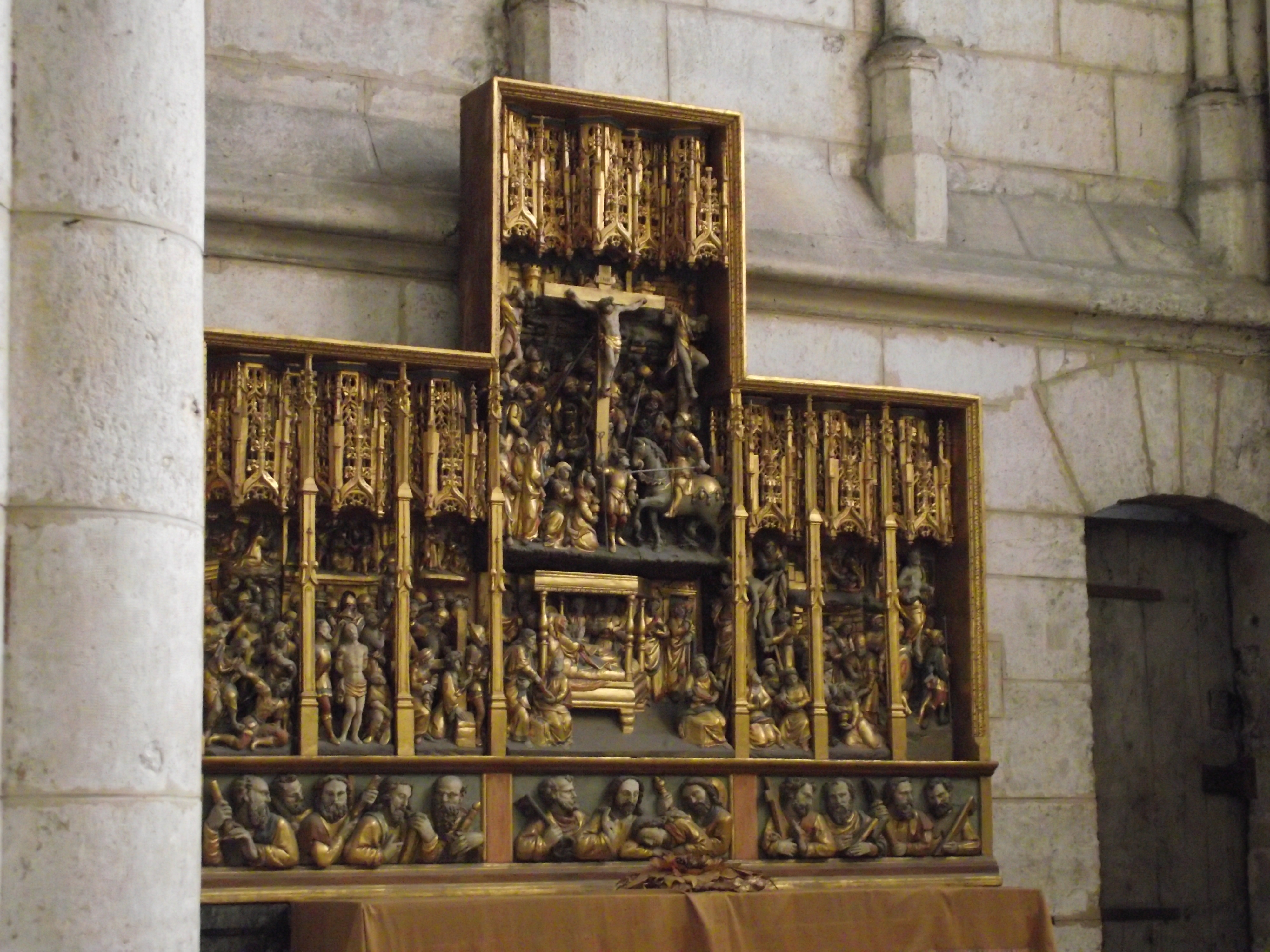
Ancona della Passione e Resurrezione di Cristo, XVI secolo